# 南海有轨电车里水示范段
南海有轨电车里水示范段是中国广东省佛山市南海区里水镇的一个在建有轨电车项目，此为南海区第二条有轨电车，也是该区第一条氢能源有轨电车。本线于2020年12月27日正式动工，计划于2025年內开通运营。
该线起于里湖新城规划中轴线（环镇北路），经里湖新城中轴西街、环镇北路、草场工业大道、里广路敷设，止于毗邻广州市的里横路站，串联了里水镇里湖新城、青年智慧产业园及金峰片区，并与建设中的广州地铁12号线和规划中的佛山地铁8号线换乘，建成后将改善里水金锋洲和广州金沙洲地区居民的出行条件。线路全长约9.8公里，共设12座车站，其中地下站1座，地面站12座。未来线路亦会延伸，同时车站增加至16座，其中浔峰岗站可与6号线、12号线换乘。

## 历史
该线最早可见于南海区政府于2016年研制的《南海区轨道交通系统深化及现代有轨电车线网规划方案》中。在该有轨电车线网规划中，便有一条代号为“T4”，连接里水镇和广州市荔湾区的骨干线路，定位为“加强里水与广州的联系”。
2018年1月，南海区及其下辖里水镇发布的《政府工作报告》中，均提及将修建一条联系里水里湖新城到广州金沙洲的有轨电车线路。2018年4月，南海区当局开始为“佛山市南海区有轨电车里水示范线工程”进行可行性研究招标，意味着该线成为继南海新交通（即南海有轨电车1号线）后，南海区第二条被正式提上议程的有轨电车项目。
在此后的两年时间内，该线进行了施工、监理等十余项招标工作。里水镇委书记于2020年7月接受采访时表示，有轨电车争取年内开工建设。
2020年12月27日，该线举行了动工仪式，并于次年4月全面动工，工期约为3年。
2022年12月12日，志高车辆段综合楼主体结构封顶。2023年9月15日，作为全线控制性工程的跨水口水道大桥主跨顺利合龙。同年11月6日，里官路站主体结构封顶，为全线首座封顶车站。2024年1月7日，全线首片预制箱梁在跨水口水道大桥成功架设。

## 车站列表
该线初期计划设13座车站；惟里广路站因过街天桥与消防通道冲突，在全线动工后被取消。
| 站名                                                                            | 换乘路线                        | 所在地       | 当前状态 | 车站形式         | 中心程（米） |
| ------------------------------------------------------------------------------- | ------------------------------- | ------------ | -------- | ---------------- | ------------ |
| 里湖新城                                                                        |                                 | 佛山市南海区 | 建设中   | 地面平行侧式站台 | 45           |
| 里官路                                                                          |                                 | 佛山市南海区 | 建设中   | 地下侧式站台     | 752          |
| 得胜村                                                                          |                                 | 佛山市南海区 | 建设中   | 地面平行侧式站台 | 1,725        |
| 青年湖                                                                          |                                 | 佛山市南海区 | 建设中   | 地面平行侧式站台 | 2,504        |
| 梅冲                                                                            |                                 | 佛山市南海区 | 建设中   | 地面平行侧式站台 | 3,369        |
| 五一大道                                                                        |                                 | 佛山市南海区 | 建设中   | 地面交错侧式站台 | 4,358[R]     |
| 东秀路                                                                          |                                 | 佛山市南海区 | 建设中   | 地面交错侧式站台 | 5,104[R]     |
| 威尼斯小镇                                                                      |                                 | 佛山市南海区 | 建设中   | 地面平行侧式站台 | 6,730        |
| 岗美                                                                            |                                 | 佛山市南海区 | 建设中   | 地面平行侧式站台 | 7,385        |
| 永润广场                                                                        |                                 | 佛山市南海区 | 建设中   | 地面平行侧式站台 | 8,250        |
| 洲村                                                                            |                                 | 佛山市南海区 | 建设中   | 地面平行侧式站台 | 8,914        |
| 里广路                                                                          |                                 | 佛山市南海区 | 已取消   | 地面平行侧式站台 | 9,447        |
| 里横路                                                                          | 浔峰岗北站：广州地铁12号线 1202 | 佛山市南海区 | 建设中   | 地面平行侧式站台 | 9,839        |
| 註釋                                                                            |                                 |              |          |                  |              |
| - 所有以斜体标识的线路和车站均未开通，且站名均为工程暂定名。 - R 为右侧站台距离 |                                 |              |          |                  |              |

### 换乘站
- 里横路站：前往浔峰岗北站换乘广州地铁12号线。因该线建设时未作出预留，需出站换乘[14]。
- 永润广场站：换乘佛山地铁8号线。佛山8号线为远期线路，换乘方式未知。

## 车辆
南海有轨电车里水示范段使用的车辆由中车青岛四方制造，为氢能源及钛酸锂电池混合动力。列车包含四节编组（3动1拖），设计速度80km/h，最高运营速度70km/h，载客量280人。首列车的车体已于2024年8月下线。